# Хейверилл (Массачусетс)
Хе́йверилл (англ. Haverhill) — город в округе Эссекс, штат Массачусетс, США. Расположен на реке Мерримак. Население составляет около 60 879 (2010).
Город был основан в 1640 году поселенцами из Ньюбери и первоначально был известен как Пентукет, что на языке местных индейцев означает «место извилистой реки». Хаверхилл стал первым американским городом, мэром которого был социалист в 1898 году, когда на выборах победил бывший рабочий обувной фабрики и продавец кооперативного продуктового магазина Джон Чейз.